# Aphelandra maculata
Aphelandra maculata é uma espécie de plantas com flores. Foi descrito pela primeira vez por Tafalla e Christian Gottfried Daniel Nees von Esenbeck, e recebeu o nome exato por Andreas Voss. Aphelandra maculata pertence ao gênero Aphelandra e à família Acanthaceae.
Este tipo de planta pode ser encontrado em:
- Equador
- Bolívia
  - La Paz (capital)
- Peru
- norte do Brasil
  - Acre (estado do Brasil)

Não há tipos listados como este.